# Campanula damboldtiana
Campanula damboldtiana är en klockväxtart som beskrevs av Peter Hadland Davis och Sorger. Campanula damboldtiana ingår i släktet blåklockor, och familjen klockväxter.
Artens utbredningsområde är Turkiet. Inga underarter finns listade i Catalogue of Life.